# Papa Eusebi
Eusebi (Grècia, Imperi Romà d'Orient, ? - Siracusa, Sicília, Imperi Romà d'Occident, agost o setembre del 308/310) va ser el trenta-unè bisbe de Roma, i trentè successor de Sant Pere. Tingué un pontificat curt, de quatre mesos, des de la seva elevació el 18 d'abril fins a, probablement, el 17 d'agost, en un any indeterminat entre 308 i 310. La seva biografia anterior al pontificat és desconeguda, amb dades proporcionades bàsicament pel Liber Pontificalis. La seva cronologia també és confusa, encara que se li han atribuït dies concrets d'inici i final del seu pontificat.
Va ser el darrer papa abans de la promulgació dels primers edictes de tolerància envers el cristianisme. Durant el seu curt mandat ja és present la qüestió d'acceptació o no de la tornada dels cristians que havien apostatat durant la persecució de Dioclecià. De fet, el gran rebombori que es va formar a Roma arran d'aquesta discussió va fer que l'emperador Maxenci fes exiliar a Eusebi a l'illa de Sicília, on el bisbe morí al cap de poc.
És considerat papa de l'Església Catòlica a l'Annuario Pontificio, que, a més, indica que el seu pontificat va produir-se l'any 309. Com en altres casos dels primers papes, el seu càrrec equivalia al d'un bisbe, i no serà fins segles més tard quan es consideri al bisbe de Roma el màxim cap de l'Església Catòlica.
És venerat com a sant amb la condició de màrtir, malgrat que no se sap com va morir, el fet que fos exiliat és considerat un mèrit. La seva festivitat se celebra el 17 d'agost, tot i que antigament havia estat el 26 de setembre.

## Biografia

### Orígens
Sense dades de naixement i sense notícies de la seva vida anterior al pontificat, gairebé les úniques dades que es tenen són les que dona el Liber Pontificalis. L'autor el fa grec de naixement i esmenta que va exercir de metge abans d'esdevenir bisbe de Roma. D'altra, Louis de Cormenin esmenta que Eusebi era fill d'un metge. El seu nom és d'origen grec, derivació del nom de la deessa grega de la pietat Eusebeia, que significa literalment «de bons sentiments».

### Pontificat
Alguns autors apunten que l'any del seu pontificat va ser el 308, mentre que d'altres indiquen que va regnar el 309 o el 310. Per la seva banda, la Santa Seu al seu catàleg oficial, l'Annuario Pontificio, situa el seu pontificat el 309. No hi ha consens sobre l'any del reu pontificat, però tampoc sobre els dies que ho va fer. El Catàleg Liberià de la Cronografia del 354, no especificar l'any, però diu que va regnar quatre mesos i setze dies, del 18 d'abril al 17 d'agost. Angelo Di Berardino esmenta que els dies són probablement incorrectes entre el 18 d'abril i el 17 d'agost hi ha menys de quatre mesos i setze dies. Per això creu que la data final probablement va ser més tard, més encara si es considera que antigament se li adjudicà en el santoral el dia 26 de setembre.
El context històric d'aquest bisbe romà és particular. Eusebi fou el darrer bisbe de Roma abans de l'edicte de tolerància de l'emperador Constantí, de fet, el seu pontificat es troba al final de la persecució de Dioclecià, la darrera i potser més cruel persecució contra els cristians romans. Tanmateix, la situació de la ciutat de Roma, que en aquests anys està controlada per Maximià, sembla que no va afectar en gran manera als clergues de la ciutat, encara que sí que és possible que s'espoliessin els seus béns.
El clima de tranquil·litat a la ciutat contrasta amb el de la mateixa Església, perquè apareix un nou problema: l'augment dels apòstates, que protegint-se de la persecució havien obeït els edictes per garantir la seva seguretat i la seva vida. A l'església romana apareixen diverses faccions, per una banda la facció dels apòstates, que voldrà tornar a estar en comunió amb la resta de cristians, enfrontada amb la facció més rigorista, encapçalada pel predecessor d'Eusebi, Marcel I. No obstant això, malgrat formar part del sector rigorós, Marcel tingué probablement una posició intermèdia, perquè de fet ell acceptava que poguessin tornar, però, d'altra banda, creia necessària la demanda d'una forta penitència adequada a un acte tan greu com l'apostasia. La discussió desembocà en una sèrie d'aldarulls i lluites als carrers de Roma, que va provocar el desterrament de Marcel, morint a l'exili el 16 de gener de 308.
Finalment, el 28 d'octubre del 306 a Roma es produeix l'autoproclamació de Maxenci com a emperador. Poc després aquest usurpador va declarar la fi de la persecució i una primerenca tolerància envers els cristians de l'imperi, però no els va tornar les propietats confiscades durant la persecució de Dioclecià. Amb aquest nou clima, més procliu al cristianisme, Maxenci va permetre la celebració de la nova elecció del bisbe de la ciutat el 18 d'abril del 308. Timothy Barnes afirma que el pontificat es produeix el 308, però contempla també les opcions proposades per altres autors. Independentment de la divergència en les dates proposades de pontificat, hi ha consens en considerar que Eusebi va ser escollit bisbe de Roma després d'una vacant de tres mesos.

#### Controvèrsia delslapsi

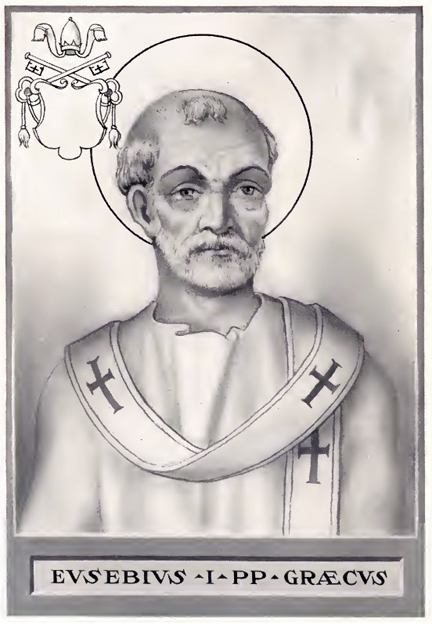
Retrat imaginat d'Eusebi a l'obra The Lives and Times of the Popes d'Artaud de Montor (1842)

Com s'ha esmentat, fruit de la persecució de Dioclecià el nombre d'apòstates del cristianisme van augmentar. Hi ha poques dades sobre aquest fenomen. Una de les fonts històriques és l'epitafi de la tomba del mateix Eusebi, que fou col·locada pel papa Damas I. De la inscripció se'n destil·la que amb la fi de la persecució i l'arribada la pau, hi hagué una gran dissensió interna dins l'Església romana per la controvèrsia de readmissió dels apòstates. Cal esmentar que aquest epitafi ha arribat a època contemporània gràcies a transcripcions antigues perquè només s'han conservat 46 fragments de l'original, juntament amb una còpia de marbre del segle vi, realitzada per reemplaçar l'original. Aquestes troballes a la cripta d'Eusebi, dins la catacumba de Sant Calixt, foren obra de l'arqueòleg italià Giovanni Batista de Rossi entre el 1852 i 1856.
Els apòstates, denominats lapsi, havien renunciat a la seva fe per salvar-se tant durant la persecució de Dioclecià, com d'altres persecucions anteriors, i des de feia alguns anys buscaven tornar al si de l'Església, provocant tensions. A l'església de Roma hi ha dues postures diferents sobre aquesta qüestió: la primera, més rigorista i representada per un tal Anàclit, defensava que els apòstates no podien reconciliar-se amb l'Església i, per tant, no podien tornar-hi. La segona, més laxa i abanderada per Heracli, insistia que als lapsi se'ls havia de permetre tornar a la comunitat sense haver de passar per cap mena de penitència. Tot i que aquesta és la hipòtesi que es creu més probable en la figura d'Heracli, una segona també apostava que ell i els seus seguidors eren molt més rigorosos en la interpretació de la llei sagrada. No obstant això, cal esmentar que encara hi ha una altra teoria segons la qual el mateix Heracli podia haver estat un apòstata que volia tornar al culte cristià i liderava la facció dels lapsi pressionant i intentant obligar per la força a la readmissió dels apòstates sense realitzar cap mena de penitència, lluny del que proposava Eusebi, que ocupava una posició intermèdia en el conflicte.
Com s'ha esmentat, aquesta qüestió ja s'havia iniciat en el pontificat de Marcel, que pensava que els lapsi podien tornar a l'Església, però després de sotmetre's a penitència. Eusebi va seguir la política del seu predecessor que, en termes generals, és la que havia seguit l'Església en aquests casos: com que es considerava que als apòstates no se'ls podia mantenir per sempre sense la comunió amb l'Església es decidí permetre'ls tornar a la comunitat cristiana, però no de forma immediata. Per redimir-se i corregir els seus actes passats, tenint en compte que l'apostasia es considerava un acte molt greu, els apòstates havien de realitzar una penitència d'acord amb la gravetat de l'acte. Aquesta posició comptà amb l'oposició frontal d'Heracli i tan aviat com Eusebi fou escollit bisbe, va esclatar un nou enfrontament entre les faccions que va pertorbar l'ordre públic de la ciutat de Roma, un fet que deixa entreveure que els apòstates devien ser un nombrós grup de persones capaç d'exercir pressions i provocar aldarulls.

#### Altres atribucions
D'altra banda, hi ha alguns elements dispersos del pontificat esmentats al Liber Pontificalis. L'obra diu que Eusebi va descobrir alguns heretges a Roma, però que els va reconciliar amb l'Església pel ritu de la imposició de les mans, quelcom que resulta versemblant en tant que és una fórmula ritual ja emprada en aquella època. A més, se li atribueixen cinc decretals, incloses en les col·leccions canòniques, i tres cartes, que són falses però interessants per a la disciplina eclesiàstica i el dret canònic. En una de les cartes es dirigeix als bisbes de la Gàl·lia, i diu que els heretges o apòstates que tornen a l'Església només han de rebre la imposició de les mans per part del bisbe, el que significa que atribuir aquest ritu a Eusebi era quelcom recurrent. A la mateixa carta també s'esmenta la prohibició als laics d'acusar els sacerdots. La mateixa tesi es repeteix en la tercera carta.
S'ha afirmat tradicionalment que durant el seu pontificat l'emperadriu Helena de Constantinoble, mare de Constantí el Gran, durant un viatge de pelegrinatge a Terra Santa va trobar la Vera Creu al mateix lloc on s'havia produït la crucifixió de Jesús a Jerusalem. No obstant això, les dates que s'esmenten de la suposada troballa, que es produeixen durant el regnat de Constantí, no coincideixen amb el pontificat d'Eusebi, que mor abans de regnar aquest emperador, i, probablement, el seu nom va substituir el d'Eusebi de Nicomèdia, bisbe de Nicomèdia i Constantinoble. Tanmateix, el relat de troballa ha estat posat en dubte, i tampoc és esmentat per Eusebi de Cesarea en la seva obra, malgrat que era una persona propera a l'emperador Constantí i la seva mare. De fet, els primers a esmentar aquesta troballa són sant Ambrosi i sant Joan Crisòstom, a final de segle iv i inici del segle v. Quan es descobrí que el període de pontificat d'Eusebi no coincidia amb la troballa de la creu per l'emperadriu i ni tan sols amb el regnat de Constantí, va ser canviat pel papa Silvestre I.

### Exili i mort

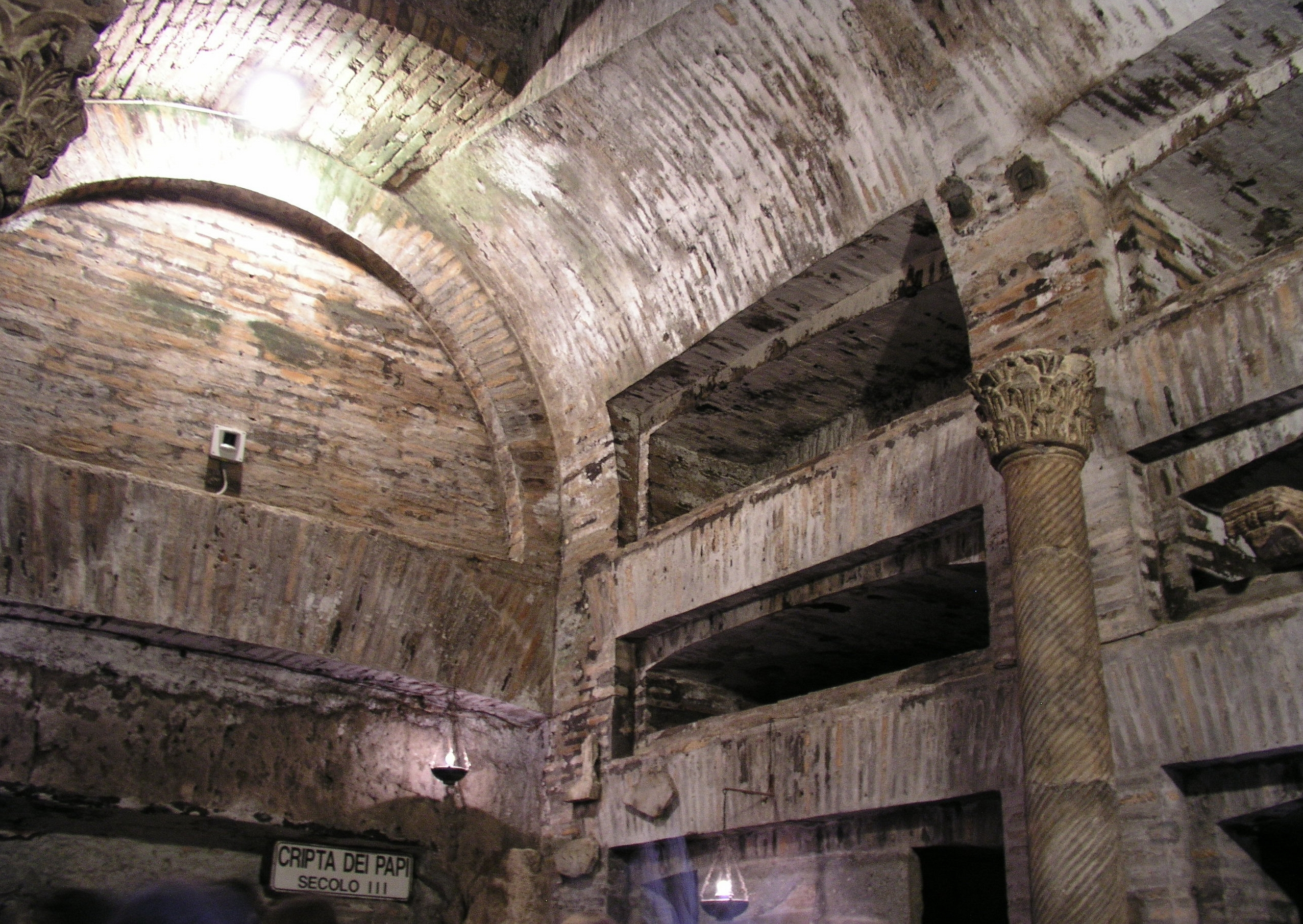
La cripta dels papes de la catacumba de Sant Calixt fou on Eusebi va ser enterrat en traslladar les seves restes a Roma. El seu cubiculum estava separat i fou lloc de pelegrinatge, probablement fins al.

Tal com ho expressa el papa Damas, els aldarulls derivats de la controvèrsia dels lapsi van causar una gran commoció a Roma i discòrdia en el si de l'Església i, en conseqüència, com a represàlia, l'emperador Maxenci feu exiliar primerament a Heracli a un lloc que es desconeix i, posteriorment va exiliar a Eusebi a Siracusa, a Sicília. Es considera que Eusebi va morir allà al cap de poc temps, suposadament el 17 d'agost. Sembla que tot i que Maxenci estava a favor dels cristians va actuar conforme a pacificar la ciutat de Roma, però les divisions internes de l'església romana no s'acabaren amb l'exili dels dos oponents, perquè el càrrec de bisbe es va mantenir en seu vacant més o menys uns tres anys, fins a l'elecció de Melquíades el 2 de juliol de 311.
Posteriorment, les restes d'Eusebi van ser traslladades de nou a Roma des de Sicília per ordre del nou bisbe Melquíades vers el 311. Segons el Dret Romà estava prohibit traslladar les restes d'un mort, per tant, aquesta tasca s'hagué de dur a terme després de la victòria de Constantí, o bé Maxenci va permetre llur trasllat. Les restes van ser enterrades en un cubiculum, una cripta especial, de la catacumba de Sant Calixt, a la via Àpia, el 26 de setembre, segons l'obra Depositio Episcoporum de 354, i el Catàleg Felicià.
La seva tomba, de fet, està gairebé connectada directament a l'exterior, i per la seva situació, està oposada a la del papa Gai. Erigit com a monument de peregrinació pel papa Damas en la segona meitat del segle iv, el conjunt consta de diverses sales, la més gran probablement per acollir els peregrins. D'altra banda, la tomba estava ricament decorada, vorejada amb marbre i formada per tres arcosolis, amb un nínxol decorat amb mosaic en estuc cadascun, un element decoratiu que no acostuma a aparèixer en aquesta catacumba. En un dels nínxols devia haver-hi la inscripció de Damas anteriorment esmentada que explica el pontificat d'Eusebi. A la mateixa sala s'hi enterrarà posteriorment un bisbe africà, Optat de Vesceter, ciutat de la Mauritània Sitifiense, durant la persecució de Genseric el 439. La tomba va ser probablement víctima de les destruccions dels pobles germànics al segle vi. Autors antics diuen que en l'església de Sant Sebastià de Roma, connectada amb la catacumba de Calixt, s'hi veneren a Eusebi i a Eutiquià. Fonts espanyoles del segle xvii afirmen que el cos d'Eusebi fou dut a Espanya, mentre que les romanes afirmen que van mantenir-se a l'església de Sant Sebastià i en la San Lorenzo Panisperna.
D'altra banda, és venerat com a sant amb la condició de màrtir. Damas va atorgar el títol de bisbe i màrtir en l'epitafi de la tomba d'Eusebi, però no és recordat com a tal pels calendaris antics, encara que si li donaren la festivitat del 26 de setembre, que ha estat la seva festivitat tradicional. El Martirologi Romà simplement diu «Romae sancti Eusebii papae». No es considera un veritable màrtir, perquè no morí de forma violenta, però se li dona el mèrit que va patir a causa del seu exili i la defensa de la disciplina eclesiàstica. Posteriorment la seva festa es va traslladar el 17 d'agost.